# Ilana Casoy
Ilana Casoy (São Paulo, 16 de fevereiro de 1960) é uma criminóloga e escritora brasileira.

## Biografia
É sobrinha do jornalista Boris Casoy e prima de Serginho Groismann. Formou-se em Administração na Fundação Getúlio Vargas. Dedicou-se a estudar perfis psicológicos de criminosos, especialmente de serial killers. 

## Carreira
Ilana Casoy já publicou outros livros sobre crimes que ficaram famosos no Brasil, como A Prova é a Testemunha, relato inédito do Caso Nardoni, e O Quinto Mandamento – Caso de Polícia, sobre o assassinato do casal Richthofen. Colaborou com o site do canal Investigação Discovery entre 2012 e 2013. Atualmente, assina uma coluna na revista Brasileiros. A escritora dedica-se também a ficção. A especialista em crimes – que já fez um estágio na polícia científica, quando acompanhou a perícia de homicídios – participou, a convite da Fox Brasil, da criação de um perfil do psicopata Dexter Morgan, anti-herói e protagonista da série que leva o seu nome e que se tornou uma das mais cultuadas dos últimos anos. Ilana Casoy atuou como colaboradora da série escrita por Gloria Perez e dirigida por Mauro Mendonça Filho, Dupla Identidade, exibida em setembro de 2014 na Rede Globo. Bruno Gagliasso interpreta um serial killer inspirado em Ted Bundy, cujo perfil é dissecado em Serial Killers: Louco ou Cruel? A série conta ainda com Luana Piovani no papel de uma policial e psicóloga forense, especialista em caçar serial killers.   
Em 2014, fez participações especiais no programa Domingo Legal, avaliando os participantes da série Os Paranormais

## Obras
- Serial Killer, Louco ou Cruel (Ediouro, 2008)
- O Quinto Mandamento (Ediouro, 2009)
- Serial Killer Made in Brazil (Ediouro, 2010)
- A prova é a testemunha (Lafonte, 2010)
- Arquivos Serial Killers – Louco ou cruel? e Made in Brazil (Darkside Books, 2014)
- Casos de Família - Arquivos Richthofen e Arquivos Nardoni (Darkside Books, 2016)
- Bom Dia, Verônica (Com Raphael Montes,2016)